# إدموند بوفورت (دوق سومرست الثاني)
إدموند بوفورت، دوق سومرست الثاني (بالإنجليزية: Edmund Beaufort, 2nd Duke of Somerset) يلقب في بعض الأوقات بدوق سومرست الأول. كان نبيلاً إنجليزياً ومن الشخصيات المهمة في حرب المئة عام وحرب الوردتين .